# Frullania pran-nathii
Frullania pran-nathii är en bladmossart som beskrevs av M.Dey et D.K.Singh. Frullania pran-nathii ingår i släktet frullanior, och familjen Frullaniaceae. Inga underarter finns listade i Catalogue of Life.